# Jonathan Faña Frías
Jonathan Rafael Faña Frías (* 11. April 1987 in Moca) ist ein dominikanischer Fußballspieler auf der Position eines Mittelfeldspielers. Zurzeit spielt der für den W Connection in der TT Pro League, der höchsten Fußballliga in Trinidad und Tobago.
Für die Saison 2010 wurde er an den Puerto Rico Islanders FC ausgeliehen, der in der USSF D2 Pro League spielte.

## Karriere
Faña begann seine Karriere 2004 bei Don Bosco Moca in der Dominikanischen Republik, denen er bis 2005 treu blieb. Im Jahre 2006 wechselte er nach Trinidad und Tobago zum Williams Connection FC. Mit der Mannschaft gewann er die CFU Club Championship des Jahres 2009 und war dabei mit sechs Treffern bester Torschütze des Wettbewerbs. Zudem nahm er an der CONCACAF Champions League 2009/10 teil, in der er sieben Mal zum Einsatz kam und dabei fünf Treffer erzielte und eine Vorlage gab. Unter anderem erzielte er dabei am 24. September 2009 einen Hattrick beim 3:0-Sieg über den guatemaltekischen Klub CSD Comunicaciones.
Weitere Erfolge mit dem Team aus Trinidad und Tobago waren der Gewinn des FCB Cups von Trinidad und Tobago der Jahre 2006, 2007 und 2008. Zudem war die Mannschaft Finalist der Pro Bowl von Trinidad und Tobago 2006 und gewannen im Folgejahr diesen Bewerb. Der Sieg bei der CFU Club Championship 2009 war nicht der einzige Erfolg während eines solchen Pokalbewerbes; auch im Jahre 2006 gewann Jonathan Faña Frías mit Williams Connection FC das Turnier.
Auch beim Goal Shield von Trinidad und Tobago ging die Mannschaft aus Marabella als Sieger vom Platz, nachdem sie den Defence Force FC mit 3:0 im Finale bezwang. Jonathan Faña Frías wurde in weiterer Folge zum besten Spieler des Turniers gewählt und war zudem mit fünf Treffern auch noch der Torschützenkönig des Wettbewerbs. 2007 gewann das Team die Pro League Big Six.
Am 27. Februar wurde Faña für ein Jahr an die Puerto Rico Islanders ausgeliehen. Ab dem Jahr 2012 begann eine Zeit, in der er mindestens jährlich den Verein (in seiner Heimat, in Panama und in den USA) wechselte, bis er 2019 bei Atlético San Francisco de Macorís länger verblieb.

### International
Von 2006 an bestritt er zehn Jahre lang Spiele für die dominikanischen Fußballnationalmannschaft. Bei 37 Einsätzen gelangen ihm 19 Tore.

## Erfolge

### Pro Bowl von Trinidad und Tobago
- 1× Sieger Pro Bowl von Trinidad und Tobago: 2007
- 2. Platz bei der Pro Bowl von Trinidad und Tobago: 2006

### CFU Club Championship
- 2× Sieger der CFU Club Championship: 2006, 2009
- 1× bester Torschütze der CFU Club Championship: 2009 (6 Tore)

### Goal Shield von Trinidad und Tobago
- 1× Sieger des Goal Shield von Trinidad und Tobago: 2009
- 1× bester Spieler des Goal Shield von Trinidad und Tobago: 2009
- 1× bester Torschütze des Goal Shield von Trinidad und Tobago: 2009

### FCB Cup von Trinidad und Tobago
- 3× Sieger des FCB Cup von Trinidad und Tobago: 2006, 2007, 2008

### Pro League Big Six
- 1× Sieger der Pro League Big Six: 2007